# Zhanguoce

Le Zhanguoce (chinois traditionnel 戰國策, chinois simplifié 战国策, pinyin Zhàn Guó Cè, Wade-Giles Chan-kuo Ts'e), « Stratagèmes des Royaumes combattants », est un ouvrage de la Chine antique, présentant comme son nom l'indique des stratagèmes (ou « complots ») employés dans les milieux politiques de la période des Royaumes combattants (c. 481-221 av. J.-C.), période à laquelle cet ouvrage a d'ailleurs donné son nom. Il s'agit d'une compilation d'exemples de ces stratagèmes, effectuée entre le IIIe siècle av. J.-C. et le Ier siècle av. J.-C.. Le compilateur final est le lettré Liu Xiang (79-8 av. J.-C.).
Liu Xiang a compilé les Stratagèmes à partir de plusieurs types de sources présentes dans les archives officielles où il travaillait : des documents rapportant des affaires qui avaient eu lieu dans chacun des royaumes chinois de la période concernée, des compilations d'anecdotes plus romancées, des textes théoriques et pratiques sur l'art des diplomates. Les récits présentés sont considérés comme relevant de l'« école des diplomates » qui a connu un grand essor durant l'époque des Royaumes combattants, employant des méthodes de persuasions, d'intrigues et de complots sans user de scrupules pour obtenir le pouvoir qui était vu comme une fin en soi. Ils sont réprouvés par la tradition confucéenne dont la morale et le sens de la justice ne s'accordent pas avec des pratiques politiques cyniques. Liu Xiang lui-même réprouvait le contenu subversif de l'ouvrage. Le Zhanguoce était néanmoins considéré comme une belle pièce littéraire.
Des textes relevant de l'école des diplomates ont été retrouvés en 1973 dans une tombe de Mawangdui, la plupart d'entre eux ne correspondant pas aux écrits compilés dans le Zhanguoce tout en relevant du même type de texte. Cette découverte montre donc que les récits ayant servi à former le Zhanguoce appartenaient à un type d'ouvrages répandus durant l'époque pré-impériale et le début de l'époque impériale.